# Voacanga globosa
Voacanga globosa là một loài thực vật có hoa trong họ La bố ma. Loài này được (Blanco) Merr. miêu tả khoa học đầu tiên năm 1909.

## Hình ảnh

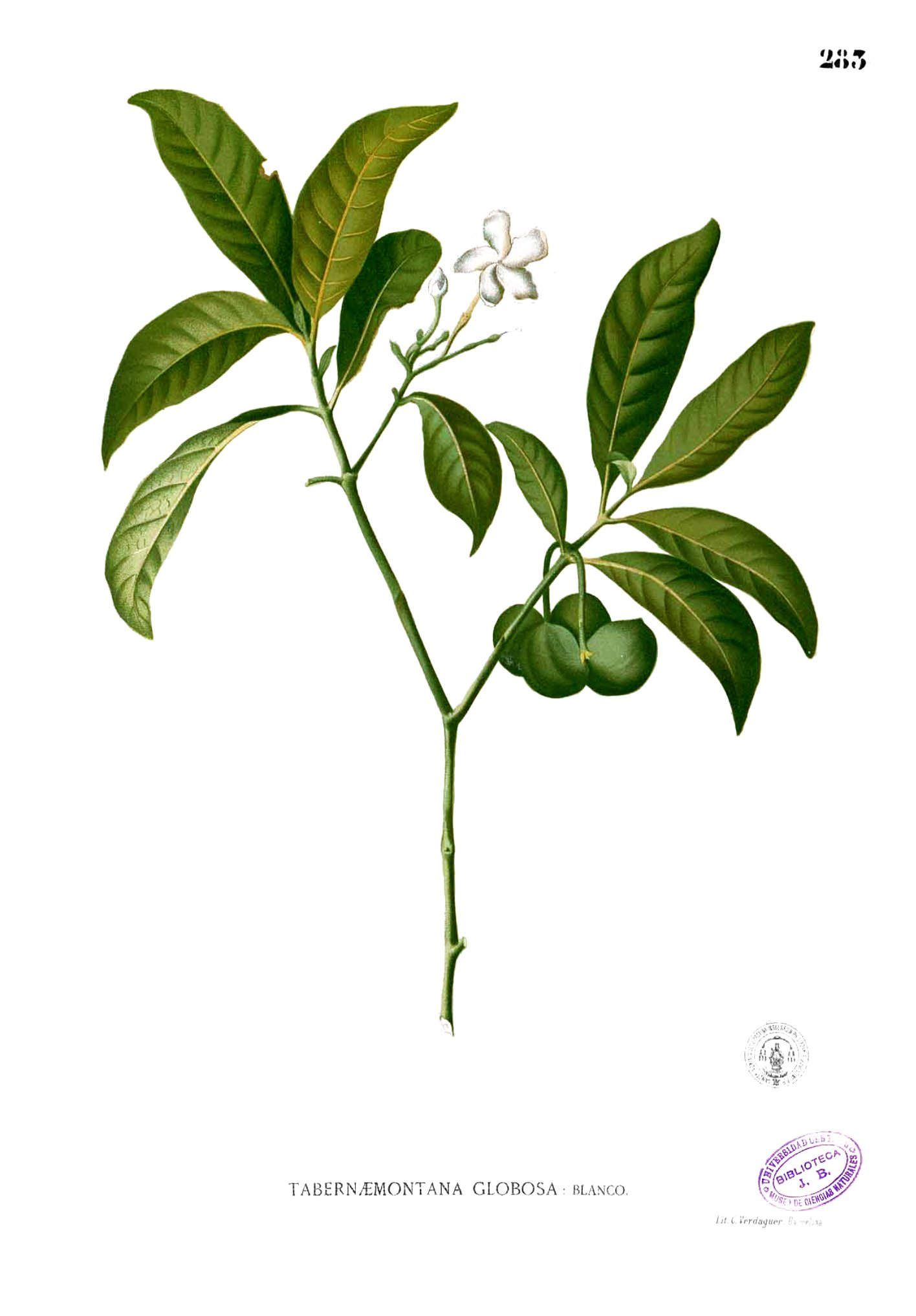
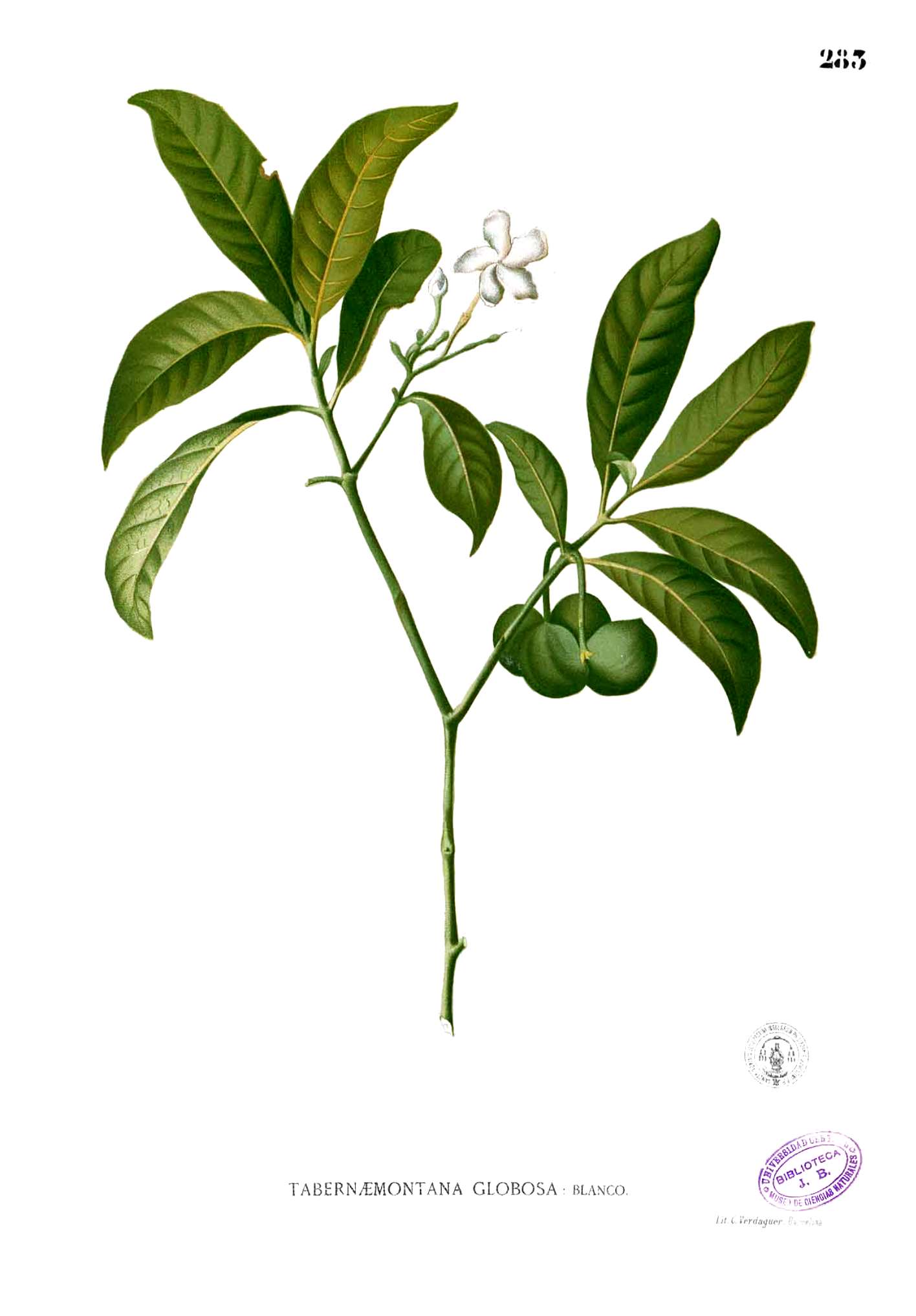